# Lepistella
Lepistella ocula (лат.) — вид шляпочных грибов из семейства Рядовковые. Входит в монотипный род Lepistella.

## Описание
- Шляпка 1—3,5 см в диаметре, с гладкой влажной поверхностью, в центре тёмно-коричневого цвета, вокруг желтовато-коричневая или серо-коричневая, гигрофанная, в молодом возрасте выпуклой или широко-выпуклой формы, затем становится плоской, вдавленной, иногда с бугорком в центре, со сначала подвёрнутым, затем прямым или приподнятым, нередко волнистым краем.
- Мякоть 1—2 мм толщиной, без особого вкуса и запаха.
- Гименофор пластинчатый, пластинки сначала светло-коричневого, затем светло-розового цвета, приросшие или узко-приросшие к ножке или слабо низбегающие на неё, частые. Кроме пластинок имеются также пластиночки.
- Ножка светло-коричневого цвета, центральная или эксцентрическая, 0,9—2,5 см длиной и 0,1—0,3 см толщиной, в верхней части шершавая, ниже гладкая, полая, в основании с белым мицелием.
- Споровый порошок светло-розового или розовато-коричневого цвета.
- Пищевые качества не изучены.

### Микроскопические характеристики
Споры 4—6,5×3,3—5 мкм, широко-эллипсоидальной или почти шаровидной формы, желтовато-коричневые в 3-процентном растворе гидроксида калия и в 10-процентном растворе гидроксида аммония, неамилоидные. Базидии с 4 стеригмами, 18—30×6,4—8 мкм, булавовидной или узко-булавовидной формы. Пилеипеллис светло-жёлто-коричневого, жёлто-коричневого или охристо-коричневого цвета, состоит из цилиндрических гиф 1,6—8 мкм в диаметре. Гифы мякоти шляпки желатинизированные, 4—15 мкм в диаметре. Стипитипеллис светло-жёлто-коричневого цвета, состоит из цилиндрических гиф 3—6 мкм в диаметре. Мякоть ножки из бесцветных цилиндрических или слегка веретеновидных гиф 4—16 мкм в диаметре.

## Экология
Произрастает большими группами на полусгнивших пнях. Сапротроф.